# Taurisano
Taurisano är en ort och kommun i provinsen Lecce i regionen Apulien i Italien. Kommunen hade 11 770 invånare (2017).